# 羅氏緣邊麗魚
羅氏緣邊麗魚，為輻鰭魚綱鱸形目隆頭魚亞目慈鯛科的其中一種，被IUCN列為瀕危保育類動物，分布於非洲迦納Pra流域，體長可達10公分，棲息在中底層水域，生活習性不明。